# Frédéric Chaslin
Frédéric Chaslin est un chef d'orchestre, compositeur et pianiste français, né à Paris en 1963. Successivement directeur musical de l'Opéra de Rouen, du Nationaltheater de Mannheim, de l'Opéra de Santa Fe, il est entre 1999-2001 et 2011-2019, directeur musical de l'Orchestre symphonique de Jérusalem. Il est entré en juin 2020 chez Universal Edition pour l’ensemble de son catalogue.

## Biographie
Frédéric Chaslin étudie au Conservatoire national supérieur de musique et de danse de Paris où il obtient les premiers prix d'harmonie, de contrepoint, d'accompagnement au piano, de direction de chant, et d'orchestration[réf. nécessaire], puis au Mozarteum de Salzbourg où il est diplômé dans la classe d'accompagnement du lied de Paul von Schilawsky en 1981.[réf. nécessaire]
Il devient l'assistant de Daniel Barenboïm à l'Orchestre de Paris et au Festival de Bayreuth, puis celui de Pierre Boulez à l'Ensemble intercontemporain de 1989 à 1991. Il est nommé successivement directeur musical de l'Opéra de Rouen (1991), puis de l'Orchestre symphonique de Jérusalem (1999)[source insuffisante] et enfin du Nationaltheater de Mannheim (2005). Il est, de 1999 à 2005, chef en résidence du Staatsoper de Vienne et dirige chaque année depuis 1997 le Deutsche Oper de Berlin, le Metropolitan Opera de New York. Côté symphonique, il dirige également les ensembles suivant : Philharmonia de Londres, Orchestre de Paris, orchestres symphonique et philharmonique de Vienne, La Scala, orchestre philharmonique de Nagoya, orchestres de Turin et Opéras de Rome, Venise, Barcelone, Munich et Tokyo.
En tant que pianiste, Chaslin donne en concert en soliste le Concerto pour piano n° 5 de Beethoven avec l'Orchestre philharmonique de Vienne et le Concerto en sol de Ravel au Japon, en Italie et à Israël. En tant que compositeur, il écrit sept opéras  dont Wuthering Heights sur un livret de P.H Fisher et plusieurs mélodies et Lieder. Son dernier opéra, La Morte amoureuse d'après Théophile Gauthier, sur un livret de P.H Fisher, est donné en 2014 par le Festival Of the Voices, Phoenicia et le Public Theater de Cleveland.
Il complète plusieurs pièces pour orchestre, dont la Gipsy Dance jouée en première mondiale au Teatro Colon de Buenos Aires[source insuffisante], et plusieurs cycles de mélodies pour soprano, mezzo et baryton d'après le poète américain Robert Frost[source insuffisante]. Il compose un cycle de sept mélodies de Jean Cocteau créé au Festival d'Hattonchatel 2017, ainsi qu'une comédie musicale sur Monte Cristo à la demande de Placido Domingo.
Chaslin publie un livre, La Musique dans tous les sens aux éditions France-Empire. Il publie un premier roman, On achève bien Mahler chez Fayard (2017).